# Tal para cual (película)
Tal para cual (título original en inglés Two of a Kind), es una película de drama fantástico de 1983, dirigida por John Herzfeld y protagonizada por John Travolta y Olivia Newton-John.

## Argumento
En el cielo, durante un periodo de veinticinco años en el que Dios ha estado ausente, cuatro ángeles han sido los encargados de vigilar a la humanidad. Pero el Todopoderoso ha vuelto a fijar su atención en la Tierra y no le ha gustado lo que ha visto. Por ello decide arrasar el mundo con un nuevo diluvio universal y empezar otra vez. Los ángeles piden clemencia para el género humano y acuerdan con Dios que si consiguen encontrar a un hombre capaz de comportarse de forma justa y sacrificarse por amor la humanidad tiene remedio y, por lo tanto, se salvará. El elegido es una persona común, Zack Melon (John Travolta), un inventor fracasado, el cual, acosado por las deudas, atraca un banco. Melon tiene la mala fortuna de ser engañado por la cajera que le atiende, Debbie Wylder (Olivia Newton John), quien se queda con el dinero. El inexperto ladrón busca a Debbie para reclamarle el botín, mientras que el Diablo tratará de impedir que Zack y Debbie se enamoren.

## Reparto
- John Travolta es Zack Melon.
- Olivia Newton-John es Debbie Wylder.
- Charles Durning es Charlie.
- Oliver Reed es Beasley.
- Beatrice Straight es Ruth.
- Scatman Crothers es Earl.
- Richard Bright es Stuart.
- Toni Kalem es Terri.
- Ernie Hudson es Detective Skaggs.
- Jack Kehoe es Mr. Chotiner
- Robert Costanzo es Capitán Cinzari.
- Castulo Guerra es Gonzales.
- Gene Hackman es Dios (no acreditado).

## Banda sonora

### Lista de canciones
| N.º | Título                                       | Vocalista                            | Duración |  |
| 1.  | «Twist of Fate»                              | Olivia Newton-John                   | 3:44     |  |
| 2.  | «Take a Chance»                              | John Travolta and Olivia Newton-John | 4:09     |  |
| 3.  | «It's Gonna Be Special»                      | Patti Austin                         | 4:14     |  |
| 4.  | «Catch 22 (2 Steps Forward, 2 Steps Back)»   | Steve Kipner                         | 3:34     |  |
| 5.  | «Shaking You»                                | Olivia Newton-John                   | 4:16     |  |
| 6.  | «Livin' in Desperate Times»                  | Olivia Newton-John                   | 4:06     |  |
| 7.  | «The Perfect One»                            | Boz Scaggs                           | 4:31     |  |
| 8.  | «Ask the Lonely»                             | Journey                              | 3:56     |  |
| 9.  | «Prima Donna»                                | Chicago                              | 4:28     |  |
| 10. | «Night Music» (instrumental by David Foster) | —                                    | 3:51     |  |